# Jens-Uwe Gordon
Jens-Uwe Gordon (* 13. August 1967 in Salinas, Kalifornien) ist ein ehemaliger deutsch-amerikanischer Basketballspieler.

## Leben
Gordon, Sohn eines amerikanischen Vaters und einer deutschen Mutter, ging vier Jahre lang auf die Santa Clara University, an der er als Power Forward oder auch als Center spielte und in seinem Senior-Jahr einen Durchschnitt von 16,8 Punkten und 8,3 Rebounds je Begegnung erreichte. Er war an der Uni Mannschaftskamerad des späteren deutschen Nationalspielers Nils Becker und ebenfalls dessen Landsmanns Uwe Sauer. Mit 133 geblockten Würfen innerhalb von vier Jahren erreichte Gordon den bis 1989 zweitbesten Wert in der Geschichte der Hochschulmannschaft. Gleichzeitig war er auch der Spieler Santa Claras, der am meisten Fouls beging.
Nach dem Ende seiner Hochschulzeit 1989 schlug Gordon eine Profikarriere ein. Mitte Juli 1989 wurde er vom NBA-Verein San Antonio Spurs unter Vertrag genommen, im November 1989 kam es zur Trennung. Ein NBA-Spiel hatte er für die Texaner nicht bestritten. Gordon kam in der Saison 1989/90 in 48 Spielen (8,6 Punkte/Spiel) für die Mannschaft Grand Rapids Hoops in der Continental Basketball Association (CBA) zum Einsatz. Von 1990 bis 1992 spielte er für Kumajei Tokio in Japan, dann 1992/93 wieder in den Vereinigten Staaten in der CBA: Für Columbus Horizon kam er in 49 Spielen auf 11,9 Punkte je Begegnung.
Während der Saison 1993/94 wurde Gordon vom deutschen Bundesligisten TTL Bamberg als Ersatz für Geoff Lear verpflichtet. Damals verfügte Gordon noch nicht über die deutsche Staatsbürgerschaft. Er erzielte in seinem ersten Bamberger Jahr 11,3 Punkte je Begegnung. 1994/95 verbuchte er 13,2 Punkte pro Partie für Bamberg, steigerte sich 1995/96 auf 15,2 und 1996/97 auf 16,9 Punkte und 11,3 Rebounds je Spiel. Durch die guten Leistungen in der Bundesliga und auch dank der mittlerweile angenommenen deutschen Staatsbürgerschaft weckte Gordon das Interesse aus besseren Spielklassen Europas. Im Vorfeld der Saison 1997/98 trainierte er bei Tau Vitoria aus Spaniens Liga ACB mit, es kam aber noch vor dem Auftakt des Spieljahres zur Trennung, Gordon schloss sich dem Ligakonkurrenten Unicaja Málaga an. In 16 Ligaspielen für Málaga erzielte er im Schnitt 5,8 Punkte. In einer Dopingprobe, die Gordon nach einem Spiel Ende Dezember 1997 abgab, wurden Spuren von Marihuana gefunden, er wurde vom Verband für drei Monate gesperrt und zu einer Geldstrafe verurteilt, Málaga kündigte Ende Januar 1998 den Vertrag. Er wechselte zu ASVEL Lyon-Villeurbanne nach Frankreich, dort wirkte er im Frühjahr 1998 in sechs Ligaspielen (2,7 Punkte/Spiel) mit.
Gordon ging nach Bamberg zurück, zeigte während der Bundesliga-Saison 1998/99 nach seinem verkorksten Jahr in Spanien beziehungsweise Frankreich wieder ordentliche Leistungen und brachte es auf 12,8 Punkte pro Spiel. Nach einem Jahr bei Apollon Patras in Griechenland nahm Gordon einen zweiten Anlauf in der spanischen Liga ACB. Er spielte zwei Jahre auf Gran Canaria, schaffte den Durchbruch in der Spielklasse jedoch nicht, seine Mittelwerte lagen in beiden Spielzeiten bei rund 4,5 Punkten pro Begegnung. Im November 2002 nahm der deutschen Bundesligist EWE Baskets Oldenburg Gordon als Ersatz für den verletzten Pavel Becka unter Vertrag. Er blieb letztlich bis zum Ende der Saison 2002/03 in Oldenburg (24 Spiele: 6,5 Punkte, 4,3 Rebounds/Einsatz).
Anfang Oktober 2003 holte Trainer Chris Fleming den erfahrenen Gordon zu den Artland Dragons nach Quakenbrück. Mit 8,7 Punkten und 4,6 Rebounds pro Bundesliga-Spiel nahm er bei den Niedersachsen 2003/04 eine wichtige Rolle als Alternative auf der Innenposition ein. Zur Saison 2004/05 wechselte Gordon innerhalb der Bundesliga zur BG Karlsruhe. Dort blieb er bis 2006. In Karlsruhe spielte er unter Trainer Uwe Sauer, seinem ehemaligen Mannschaftskameraden an der Santa Clara University. Zum Abschluss seiner Laufbahn verstärkte Gordon 2006/07 den Zweitligaverein TSV Tröster Breitengüßbach.
2007 zog er sich mit 40 Jahren aus dem Leistungsbasketball zurück. Er arbeitete dann als Lehrer und Basketballtrainer an einer Schule in seiner Heimatstadt Salinas.